# Juan de Ayala
Juan Manuel de Ayala (* 28. Dezember 1745 in Osuna (Spanien); † 30. Dezember 1797) war Offizier der spanischen Flotte in Neu-Spanien. Er spielte eine unterstützende Rolle bei der Eroberung von Kalifornien, in dem er mit seinem Schiff San Carlos als erster Europäer die Bucht von San Francisco erschloss.
Ayala trat der spanischen Marine am 19. September 1760 bei, bis er im Jahre 1782 in den Rang eines Kapitäns aufstieg, und ging am 14. März 1785 in den Ruhestand.
Während der Eroberung von Kalifornien wurde Ayala nach Norden geschickt, um die Expedition von Juan Bautista de Anza militärisch zu unterstützen. Er passierte das Golden Gate am 5. August 1775 und ankerte in einer Bucht vor Angel Island.